# 资福院 (北京)
资福院，俗名十方院，是中国北京市东城区西黄寺以北的一座藏传佛教格鲁派寺院。现已无存。

## 历史
资福院是哲布尊丹巴呼图克图及蒙古王公经清朝康熙帝批准，于康熙六十年（1721年）创建，为饭僧之所。《钦定日下旧闻考·卷一百七·郊垧北一》载：
増：双黄寺西北为资福院。（《五城寺院册》）臣等谨按：资福院，圣祖仁皇帝允哲卜尊丹巴瑚土克图、诸蒙古汗、王、贝勒、贝子、公、台吉、塔布囊之请，赐额曰“资福”。御制碑文立于大殿院内，殿前恭悬世宗宪皇帝御书额曰“仁弥沙界”。又碑一，乾清门侍卫拉锡撰。
増：圣祖仁皇帝《御制资福院碑记》
辛丑春，哲卜尊丹巴瑚土克图、诸蒙古汗、王、贝勒、贝子、公、台吉、塔布囊等赴阙稽首，合词奏言：皇帝纂承鸿业六十余年，天地清宁，海宇安泰，边塞远人，饮和禔福，为日久矣。往者噶尔丹恃强侵轶，皇帝亲统六军，荡除狡寇，安集散亡，龙沙瀚海百十部落普荫大慈，安土乐业垂三十载。策妄阿喇蒲坦，凶孽之余肆，其顽悖欲灭法教。皇帝讨辠捄灾，命帅受算深入旷古绝域，斩俘逐北，遂恢故宇、振法轮。青海以南，三危以北，百蕃之长，悉心向化，欣覩天日。臣等伏思皇帝神功巍焕，景祚绵远，亘古未觏，凡有知识，咸思仰报，况臣等沐累朝禄赐，受皇帝髙厚，踊跃乌能自己。乞于京师鼎建梵刹，申颂无疆，且以木石砖甓之余，于安定门外立十方院，为饭僧所，徒众自远至者得有栖止。朕以建寺烦费，诏谕止之，而允其立院之请。诸汗王等复奏言，禁城西之崇国寺，故西僧香火也，今愿新之，为皇帝祝釐地。朕以其诚恳，亦俞允之。夏十月，十方院建修功告竣，诸汗王等请院额，朕赐名曰“资福”，盖嘉诸蒙古平日服事之勤，而取释氏广资福缘之谛也。《书》曰：“而康而色，曰予攸好，德汝则锡之福。”传曰：“见于外而有安和之色，发于中而有好德之言，则锡之以福也。”诸蒙古贞一乃心，恪奉厥职，协和邻部，辑睦婣亲，天必迎其善意而降之以吉祥，将见户口愈滋，畜牧并盛，朕乐与共，太平有永而勿替也。是为记。

清朝该寺是理藩院管理的藏传佛教寺院之一。
释妙舟《蒙藏佛教史》载，“资福院。在双黄寺西北。康熙六十年，哲布尊丹巴呼图克图、诸蒙古汗、王、贝勒、贝子、公、台吉、塔布囊，请于安定门外建十方院为饭僧所，远至徒众，得有栖止，圣祖俞允之。夏六月工竣，赐额曰‘资福’，有御制碑文立大殿。院内又碑一，乾清门侍卫拉锡撰。寺内僧众额定二十二名，为甘肃喇嘛来平驻锡之所。”
资福院俗称十方院，后当地传为“什坊院”，成为资福院附近地区的地名。1981年，位于西黄寺西南方向的一条街被命名为什坊街，同时命名的还有什坊东里、什坊西里等。